# Bölsjön
Bölsjön är en sjö i Älvkarleby kommun i Uppland och ingår i Dalälvens huvudavrinningsområde. Bölsjön ligger i Bölsjöns naturreservat och Bölsjön Natura 2000-område. Sjön är 1,3 meter djup, har en yta på 0,014 kvadratkilometer och är belägen 19 meter över havet.